# Listen to What the Man Said
«Listen to What the Man Said» es una canción del grupo británico Wings, compuesta por su líder Paul McCartney y publicada en 1975 como el primer sencillo promocional de su quinto álbum de estudio Venus and Mars.
La canción se convirtió en un éxito internacional, alcanzando la primera posición en las listas Billboard Hot 100 de Estados Unidos y RPMA National Top Singles de Canadá.
En el Reino Unido se alzó hasta el puesto 6, y entró en el top 10 en países como Noruega y Nueva Zelanda.
«Listen to What the Man Said», que incluyó al guitarrista Dave Mason y al saxofonista Tom Scott como músicos invitados, fue certificado como disco de oro por RIAA tras vender más de un millón de copias.

## Grabación
«Listen to What the Man Said» fue grabada a comienzos de 1975 durante las sesiones de grabación del álbum Venus and Mars en Nueva Orleans (Luisiana).
Fue una canción en la que McCartney había depositado grandes esperanzas, aunque las primeras grabaciones no daban muestra de su verdadero potencial.
Después de que Mason añadiese su parte de guitarra eléctrica, la banda todavía seguía insatisfecha.
Sin embargo, una vez que Scott grabó su solo de saxofón, todos estuvieron conformes con el resultado. Después de varias tomas para grabar el solo de saxofón, se acabó por usar la primera.

## Letra
«Listen to What the Man Said» es una canción de amor optimista. Aunque describe que el amor puede ser ciego y causar sufrimiento en amantes separados, el cantante cree que el amor prevalece por encima de todo, lo cual está de acuerdo con «lo que dijo el hombre», en referencia al título de la canción. El autor Vincent Benítez cree que «McCartney aconseja a todo el mundo que se aferren a la base de su vida, lo que para él significa enfocarse en el amor».

## Recepción
Stephen Thomas Erlewine, crítico de Allmusic, definió Listen to What the Man Said como «una melodía típicamente dulce y amable».
Paul Nelson, de la revista Rolling Stone, la describió como «deliciosamente pegadiza», y como «el mejor ejemplo de entretenimiento talentoso y profesional, y el “producto” más cuidadosamente elaborado que hayan escuchado los oyentes».
Por otra parte, el autor John Blaney definió la canción como una «una rebanada de pop adaptable a la radio» y una «celebración jubilosa del amor y la vida, apoyada por los exuberantes coros de Linda McCartney».
Benítez describió la canción como «otro gran ejemplo del pop al estilo McCartney, una canción optimista y color de rosa sobre el amor, un matrimonio entre letra y música».
La canción fue incluida en los recopilatorios All the Best! y Wingspan: Hits and History.
Sin embargo, no fue incluida en Wings Greatest, el primer recopilatorio de la carrera de Wings.

## Versiones
En 2004, «Listen to What the Man Said» fue versionada ―con el título de «L.T.W.T.M.S.»― por la banda de indie pop The Trouble with Sweeney en su EP Fishtown Briefase.

En 2005, Laurence Juber también versionó la canción en su álbum One Wing.

En 2007, el exmiembro de Wings Denny Laine la versionó en su álbum Performs the Hits of Wings.

En 2008, Freedy Johnston la versionó en el álbum My Favourite Waste of Time.